# Tomaspis brevis
Tomaspis brevis är en insektsart som först beskrevs av Walker 1851.  Tomaspis brevis ingår i släktet Tomaspis och familjen spottstritar. Inga underarter finns listade i Catalogue of Life.